# Дубровка (Должанский район)
Дубро́вка — деревня в Должанском районе Орловской области России. Административный центр Дубровского сельского поселения.

## География
Деревня находится на расстоянии 15 км к западу от посёлка городского типа Долгое, административного центра района, и 130 км к юго-востоку от города Орёл, административного центра области.

### Часовой пояс
Деревня Дубровка, как и вся Орловская область, находится в часовой зоне МСК (московское время). Смещение применяемого времени относительно UTC составляет +3:00.

## Население
| 2002 | 2010 |
| ---- | ---- |
| 295  | ↘277 |

### Национальный состав
Согласно результатам переписи 2002 года, в национальной структуре населения русские составляли 93 % из 295 чел.

## Известные уроженцы
- Рыжков, Николай Иванович (1908—?) — советский инженер-конструктор, специалист в области производства автоматики ядерных боеприпасов.